# Ruili

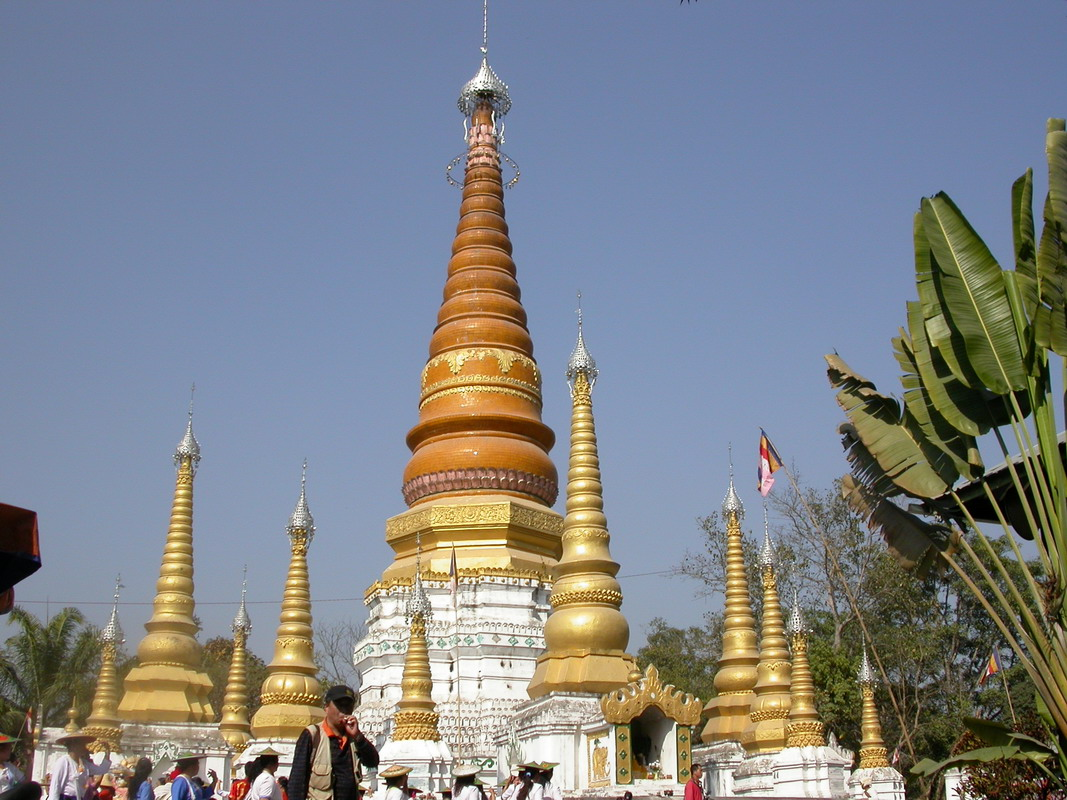
Jiele Pagode in Ruili

Ruili (chinesisch 瑞麗市 / 瑞丽市, Pinyin Ruìlì Shì; Dai: ᥛᥫᥒᥰ ᥛᥣᥝᥰ, IPA [mə̂ŋ mâw])  ist eine kreisfreie Stadt des Autonomen Bezirks Dehong der Dai und Jingpo im Westen der chinesischen Provinz Yunnan. Sie hat eine Fläche von 944,3 km² und zählt 267.638 Einwohner (Stand: Zensus 2020). Regierungssitz ist die Großgemeinde Mengmao – 勐卯镇.

## Administrative Gliederung
Auf Gemeindeebene setzt sich die kreisfreie Stadt aus drei Großgemeinden und drei Gemeinden zusammen. Diese sind: 
- Großgemeinde Mengmao – 勐卯镇
- Großgemeinde Wanting – 畹町镇
- Großgemeinde Nongdao – 弄岛镇

- Gemeinde Jiexiang – 姐相乡
- Gemeinde Huyu – 户育乡
- Gemeinde Mengxiu – 勐秀乡

## Wirtschaft und Verkehr
Ruili ist eines der Zentren der chinesischen Kaffeeproduktion. Zwischen den benachbarten Städten Ruili und Muse (Myanmar) gibt es seit 2006 The Joint Check Centre of Ruili Port, einen Grenzübergang hauptsächlich für Lkw. In dem sich nach Südwesten über rund 30 km erstreckenden, durchweg bebauten Gebiet scheint es mehrere örtliche Grenzübergänge zu geben. Die beiden Orte sind über die Nationalstraße 3 mit Lashio und Mandalay verbunden. Im Osten verbindet sie die Autobahn Hangzhou–Ruili (G 56) mit Dali.